# Mekényes
Mekényes is een plaats (község) en gemeente in het Hongaarse comitaat Baranya. Mekényes telt 303 inwoners (2001).